# Jonas Lenherr
Jonas Lenherr (ur. 24 marca 1989) – szwajcarski narciarz dowolny, specjalizujący się w konkurencji Skicross. W 2018 roku wziął udział w igrzyskach olimpijskich w Pjongczangu, gdzie był piętnasty. Na rozgrywanych rok wcześniej mistrzostwach świata w Sierra Nevada zajął 18. miejsce. Najlepsze wyniki w Pucharze Świata, osiągnął w sezonie 2020/2021, kiedy to zajął 2. miejsce w klasyfikacji skicrossu.

## Osiągnięcia

### Igrzyska olimpijskie
| Miejsce | Dzień     | Rok  | Miejscowość | Konkurencja | Zwycięzca   |
| ------- | --------- | ---- | ----------- | ----------- | ----------- |
| 15.     | 21 lutego | 2018 | Pjongczang  | skicross    | Brady Leman |

### Mistrzostwa świata
| Miejsce | Dzień     | Rok  | Miejscowość   | Konkurencja        | Zwycięzca             |
| ------- | --------- | ---- | ------------- | ------------------ | --------------------- |
| 18.     | 18 marca  | 2017 | Sierra Nevada | Skicross           | Victor Öhling Norberg |
| 12.     | 2 lutego  | 2019 | Solitude      | Skicross           | François Place        |
| 14.     | 13 lutego | 2021 | Idre Fjäll    | Skicross           | Alex Fiva             |
| 10.     | 26 lutego | 2023 | Bakuriani     | Skicross           | Simone Deromedis      |
| 5.      | 26 lutego | 2023 | Bakuriani     | Skicross drużynowy | Szwecja               |

### Puchar Świata

#### Miejsca w klasyfikacji generalnej
- sezon 2013/2014: 266.
- sezon 2014/2015: 46.
- sezon 2015/2016: 43.
- sezon 2016/2017: 106.
- sezon 2017/2018: 30.
- sezon 2018/2019: 43.
- sezon 2019/2020: 78.

Od sezonu 2020/2021 klasyfikacja skicrossu zastąpiła klasyfikację generalną.
- sezon 2020/2021: 2.
- sezon 2021/2022: 38.
- sezon 2022/2023: 9.
- sezon 2023/2024: 12.

#### Miejsca na podium w zawodach
1. Watles – 17 stycznia 2016 (skicross) – 1. miejsce
2. Idre – 14 lutego 2016 (skicross) – 3. miejsce
3. Sołniecznaja dolina – 3 marca 2018 (skicross) – 1. miejsce
4. Sołniecznaja dolina – 4 marca 2018 (skicross) – 2. miejsce
5. Arosa – 17 grudnia 2018 (skicross) – 1. miejsce
6. Innichen – 22 grudnia 2019 (skicross) – 3. miejsce
7. Idre – 23 stycznia 2021 (skicross) – 2. miejsce
8. Idre – 24 stycznia 2021 (skicross) – 3. miejsce
9. Val Thorens – 8 grudnia 2022 (skicross) – 3. miejsce
10. Reiteralm – 17 lutego 2023 (skicross) – 1. miejsce
11. Nakiska – 21 stycznia 2024 (skicross) – 1. miejsce